# Jędrzychowice (Zgorzelec)
Der Ort Jędrzychowice (deutsch Hennersdorf, oberlausitzisch: Hennerschdurf) gehört zur polnischen Landgemeinde Zgorzelec und liegt wenige Kilometer nördlich von Zgorzelec. Besonders bekannt ist er durch seinen ehemaligen großen Grenzübergang zur Bundesrepublik Deutschland. Die deutsche Autobahn 4 wird hier als polnische Autobahn Autostrada A4 weitergeführt. Nach dem Beitritt Polens 2004 zur Europäischen Union und zum Schengener Abkommen fielen die Grenzkontrollen weg und der Grenzübergang mit den Kontrollanlagen wurde bis 2012 komplett zurückgebaut.

## Geschichte
Am 1. Februar 1874 erfolgte die Bildung des Amtsbezirks Hennersdorf. Dieser umfasste die Landgemeinden Hennersdorf, Leopoldshain (heute Łagów), Lissa und Sercha sowie die vier gleichnamigen Gutsbezirke. Lissa und Sercha wurden später mit den gleichnamigen Gutsbezirken in den Amtsbezirk Lissa ausgegliedert. Am 17. Oktober 1928 wurden die beiden Gutsbezirke aufgelöst und teilweise in die kreisfreie Stadt Görlitz, teilweise in die jeweilige Landgemeinde überführt. Am 1. Juli 1935 wurde schließlich der Amtsbezirk aufgelöst und aus jeder der beiden Gemeinden wurde ein gleichnamiger Amtsbezirk neu gebildet.
| Jahr | Einwohner |
| ---- | --------- |
| 1910 | 923       |
| 1933 | 976       |
| 1939 | 1079      |
| 2009 | 679       |

## Sehenswürdigkeiten
Unter Denkmalschutz stehen heute:
- Die Kirche St. Mariä Geburt (Kościół Narodzenia Najświętszej Marii Panny) eine Saalkirche aus der zweiten Hälfte des 13. Jahrhunderts; seit 1522 wurde sie von evangelischen Christen genutzt. An den Ostgiebeln spätromanisches steinernes Maskendekor, im Inneren an der Nord- und Südwand des Chores Renaissance-Malerei darunter Christus am Ölberg und der heilige Georg mit Drachen. An der Nordwand des Langhauses Muttergottes mit Kind und heilige Barbara. Der Spätrenaissance-Hauptaltar ist aus dem ersten Viertel des 17. Jahrhunderts, die Kanzel von 1909.

- der frühere Evangelische Friedhof (derzeit römisch-katholisch) mit einer Grabkapelle und einer Mauer mit Tor aus der zweiten Hälfte des 19. Jahrhunderts

- Die Residenz (Ruine), früher eine Renaissance-Residenz mit Turm, erbaut 1611–1625 im 19. Jahrhundert erweitert. Nach polnischer Verstaatlichung im Jahr 1945 zerstört. Dazu der Park aus dem 19. Jahrhundert.

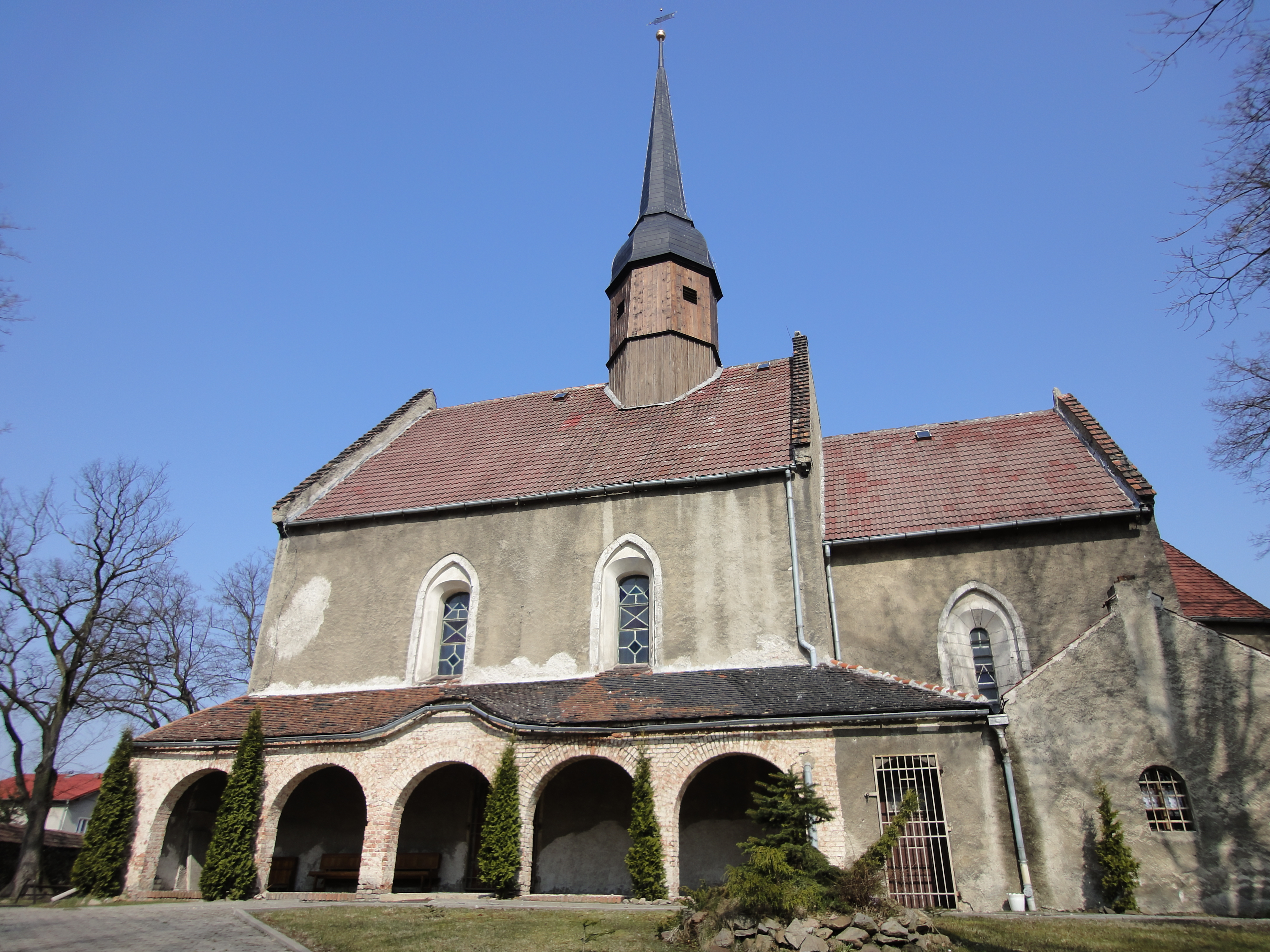
Dorfkirche
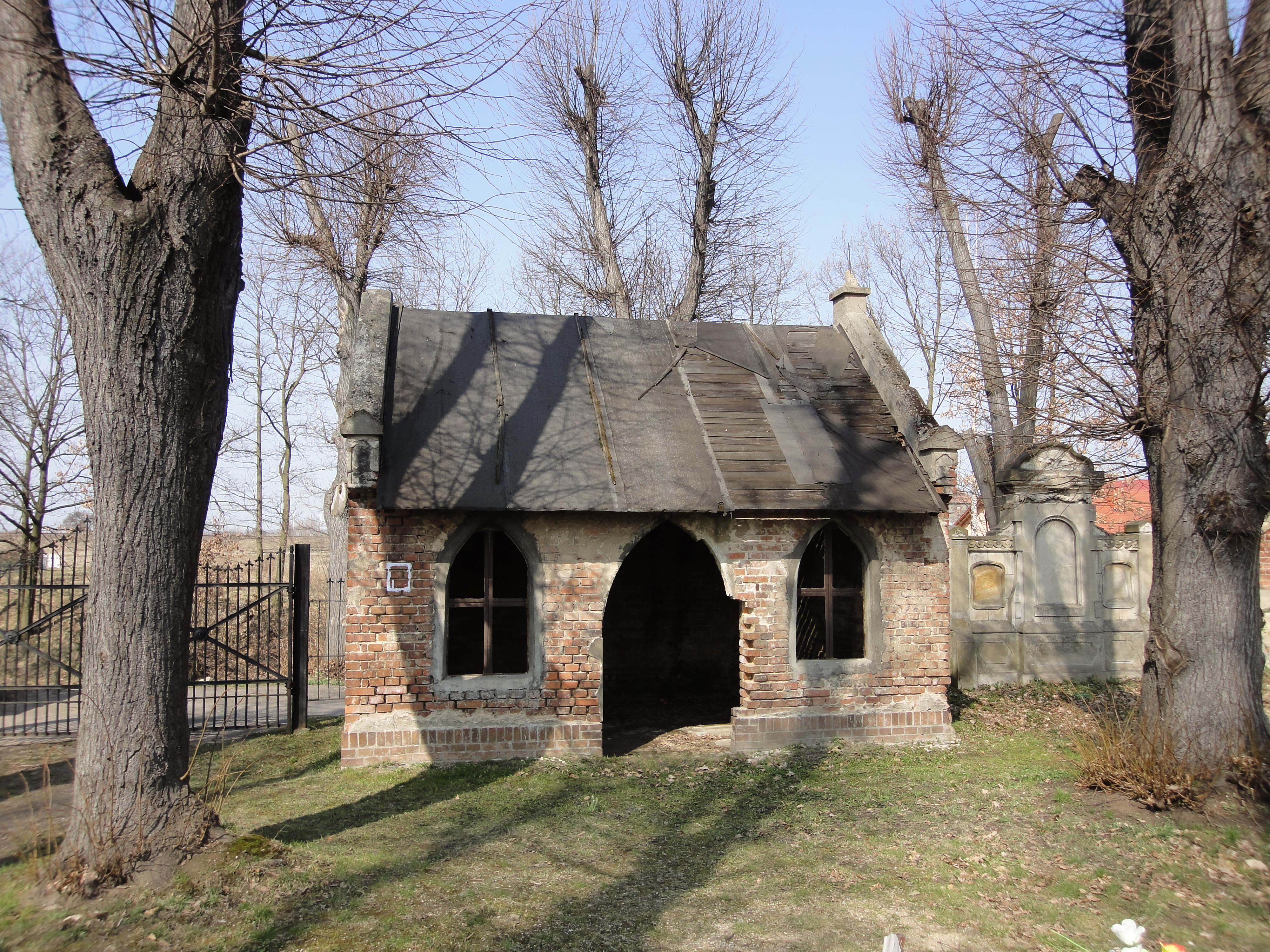
Friedhof Grabkapelle
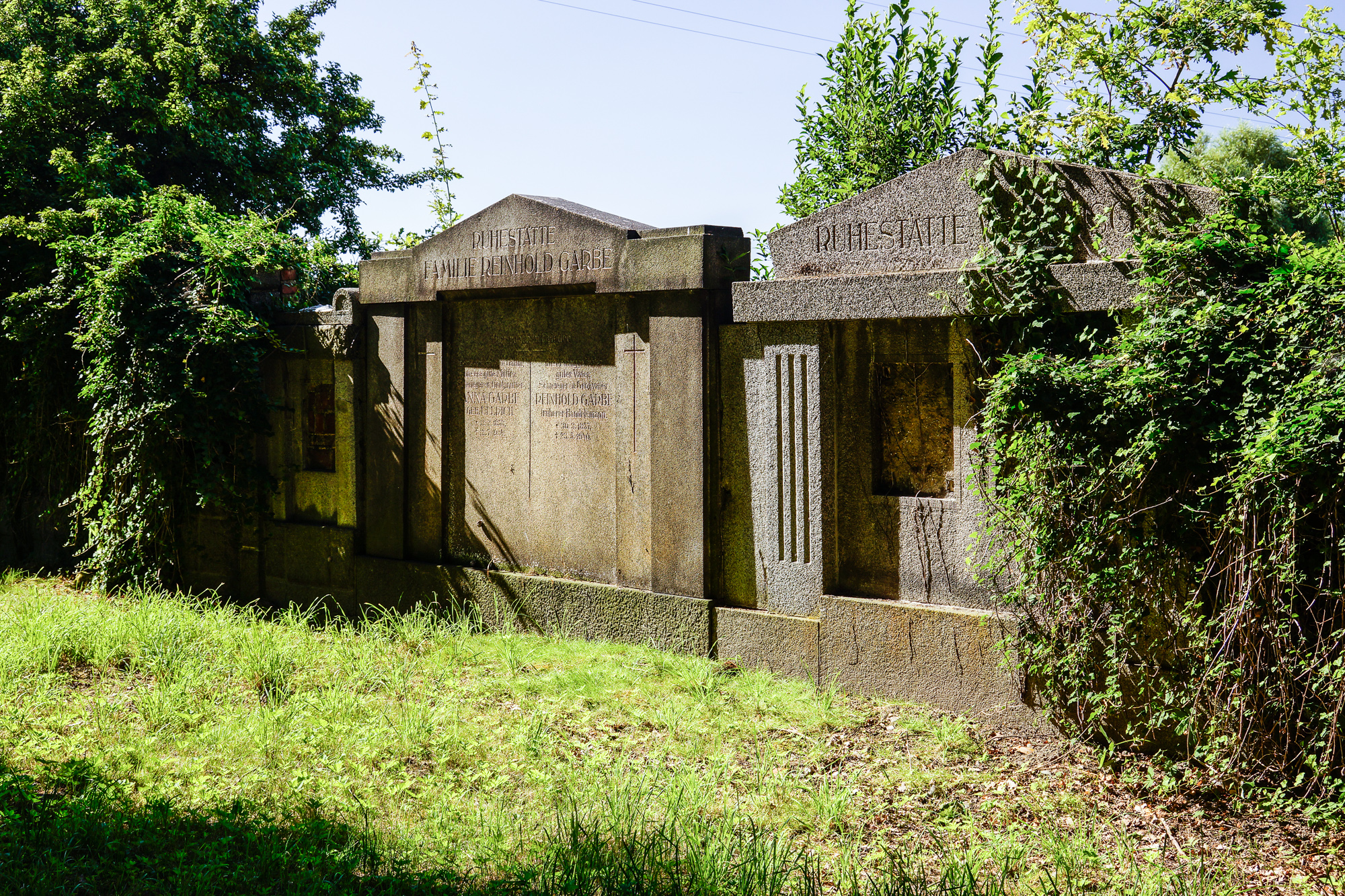
Friedhof Gräber
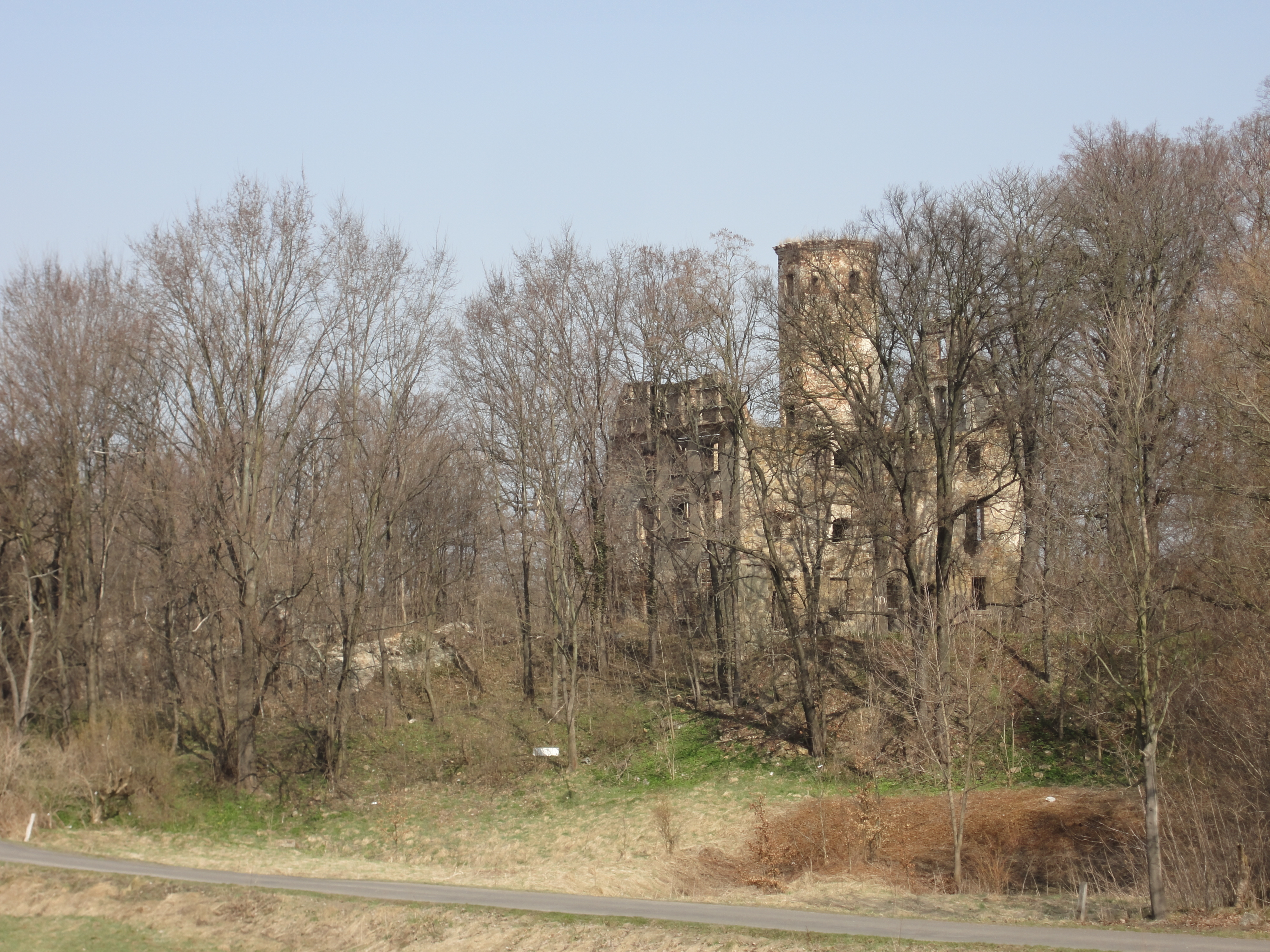
Ruine der Residenz im Park